# Judit Martín i Dolcet
Judit Martín Dulcet (l'Hospitalet de Llobregat, 9 de desembre de 1976) és actriu còmica. Ha esdevingut molt popular pels seus treballs a la ràdio i la televisió en programes com Versió RAC1, Polònia, Programa inesperat i Està passant. També és molt reconeguda per la seva llarga trajectòria en el teatre d'improvisació.

## Trajectòria
Va estudiar Belles Arts a la Universitat de Barcelona i al Massachusetts College of Art, improvisació, clown i bufó, creació, dramatúrgia i improvisació.
Com improvisadora va formar part de la primera companyia d’impro de Barcelona el 1999 (Cia. de Match de Barcelona) i va ser co-fundadora de Planeta Impro (2001-2014) i Impro Barcelona (2014-actualitat). També va formar part de Pallapupas (pallassos d’hospital) durant 12 anys.
El 2004 creà amb l'Emma Basas la Compañía Dejabugo. Els darrers anys, Martín ha treballat als diversos escenaris catalans, sovint en l'àmbit de la improvisació teatral.
Durant els anys 2010, Martín ha aparegut en nombroses produccions de ràdio i televisió. Des del 2015 forma part de Versió RAC1, a RAC1 (amb els personatges la Vane i la Nunú), i del 2017 al 2019 va ser un dels còmics de Programa inesperat, a La 2. Des del 2016 també fa interpretacions en produccions de Minoria Absoluta, a Crackòvia (durant el 2017) i a Polònia, on ha imitat Irene Montero, Cristina Cifuentes i Ana Botín, entre d'altres. Les seves interpretacions de Marta Pascal, Eulàlia Reguant i Gabriela Serra han tingut també un èxit considerat. Des de l'octubre del 2021 participa al programa Està passant realitzant la secció «L'entrevista improvisada».

###### RADIO
| ANY               | SECCIÓ                 | PROGRAMA            | CADENA          |
| ----------------- | ---------------------- | ------------------- | --------------- |
| 2006 - 2008       |                        | APM?                | Catalunya Radio |
| 2008 - 2011       | La rabiosa actualidad  | Julia en la onda    | Onda Cero       |
| 2013 - 2014       | Radioteatre improvisat | Tot és comèdia      | SER catalunya   |
| 2014              | Programació d'estiu    | 8 dies a la setmana | Catalunya Radio |
| 2014              |                        | Versió RAC1 estiu   | Rac1            |
| 2015 - actualitat |                        | Versió RAC1         | RAC1            |
| 2017              | Imitacions             | Despiértame Juanma  | Melodia Fm      |
| 2021- actualitat  |                        | El nou paradigma    | Podcast         |

## Premis i reconeixements
2007- Premi Foc a Eescena a la Compañía Dejabugo. Castelló.
2011- Premi del jurat Scena Simulacro a la Compañía Dejabugo. Madrid.
2018- Premi internacional d'Humor Gat Perich en la secció d'actor. Barcelona.
2022- DRACPremi en la categoria "Tots som 1", que es tria per votació popular. Barcelona.
2023- - Premi La Llama al millor podcast d'humor per “El nou paradigma” amb Natza Farré. Barcelona.